# 日本心身医学会認定医療心理士
日本心身医学会認定医療心理士（にほんしんしんいがっかいにんていいりょうしんりし）とは、社団法人日本心身医学会が認定する民間資格、およびその有資格者のことである。

## 概要
日本心身医学会所定の要件履行・審査承認などを経て認定試験を受験し、これに合格することで認定に係り、医療心理士と称することを得る。2010年1月現在、全国で92名が認定されている。
臨床心理士とともに国家資格化の動きがあった「医療心理師（仮称）」とは別の資格であるが、本資格認定団体の日本心身医学会は、医療心理師（仮称）の国家資格化推進団体である「医療心理師国家資格制度推進協議会」にも参加している。
また、「日本医療心理士学会」「日本医療心理学会」と称する団体が同名の資格を発行しているが、学会という名目ではあるが日本学術会議から指定を受けた公的学会ではなく、自ら名乗るだけで指定を受けていない自称学会であるため、その資格には効力が無いに等しい。